# Иваньково (Лихославльский район)
Иваньково — деревня в Лихославльском районе Тверской области.

## География
Находится в центральной части Тверской области на расстоянии приблизительно 40 км на север-северо-восток по прямой от районного центра города Лихославль.

## История
Деревня была отмечена как Иванькова ещё на карте Менде, состояние местности на которой соответствует 1848 году. В 1859 году здесь (деревня Бежецкого уезда) было учтено 15 дворов. На карте 1941 года отмечена как поселение с 42 дворами. До 2021 деревня входила в Толмачёвское сельское поселение Лихославльского района до его упразднения.

## Население
Численность населения: 110 человек (1859 год), 19 (карелы 63 %, русские 37 %) в 2002 году, 20 в 2010.